# Гизольфи, Заккария

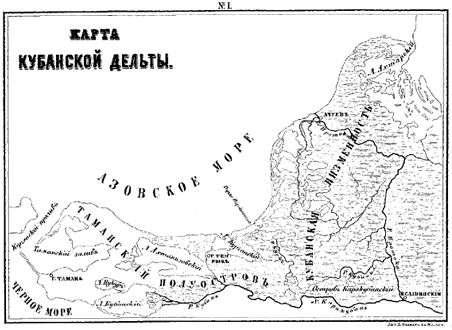
Таманский полуостров, карта 1870 года

Заккария Гизольфи (Zaccaria de Guizolfi, Zaccaria de Ghisolfi, Захария Гуйгурсис, Захария Гуил Гурсис, в документах московского посольского приказа Князь Таманский Захария) — представитель генуэзского аристократического рода де Гизольфи, правившего генуэзской колонией Матрега на Таманском полуострове в XV веке.

## Биография
Год рождения и смерти Захарии неизвестны. Известно, что он был внуком Симеона де Гизольфи, который в 1419 году в результате брака своего сына Винченцо с Бики-ханум, дочерью владельца Матреги, черкесского князя Берозока, стал владетелем Матреги. Таким образом, Захария по отцу (Винченцо Гизольфи) был итальянцем, по матери — черкесом (адыгом).
Симеон де Гизольфи умер в 1446 году. Опекуны его наследников (следовательно, они ещё не достигли совершеннолетия) в знак зависимости от «Великой общины» преподнесли кафинскому консулу живого сокола. Имена этих номинальных правителей Тамани в 1446 году неизвестны. Первое достоверное известие, о том, что именно Захария владел Таманью, относится к 1457 году. В этом году во владениях синьоров Гизольфи произошло восстание против генуэзцев, поддержанное черкесскими князями. Захария, черкес по матери, смог удержаться на Тамани. Следствием произошедшего стало укрепление ранее построенного замка. В дальнейшем отношения синьора Гизольфи с Каффой и банком святого Геория были довольно напряжёнными.
В 1465 году Захария, самовольно начал взыскивать таможенную пошлину с проходящих мимо берегов его княжества судов, что вызвало неудовольствие каффинского консула Георгио Рецци. После этого таманский князь тайно попытался вступить в военный союз с ханом Хаджи I Гераем, и организовать нападение на Каффу, но письма были перехвачены, а Захария арестован и отправлен в заключение в Солдайю. После прихода к власти Менгли I Герая он был отпущен и выдворен с территории Крыма.
Около 1470 года «Зихский принц» Кадибельди захватил город и изгнал Захарию из его отчины. Правда, в скором времени Кадибельди позволил ему вернуться в свои владения.
В 1472 году между Захарией Гизольфи и банком Св. Георгия был заключён договор, по которому он давал согласие подчиняться каффинскому консулу с условием, что тот не будет взыскивать с него ничего сверх установленного прежними договорами.
Второй раз Захария потерял свою отчину в 1475 году, когда турки захватили генуэзскую Кафу, готский Мангуп и ряд других прибрежных городов, а в том числе и Матрегу. Предпринятое Захарией после этого путешествие в Геную закончилось неудачно. По дороге его задержал и, как он писал в дальнейшем в Геную и Москву, ограбил и долго мучил «воевода Степан», то есть господарь Молдовы Стефан Великий. Известно, что Стефан ранее предлагал Захарии обосноваться в Валахии, очевидно рассчитывая на него как союзника в борьбе с османами. После освобождения из плена Захария вернулся на Тамань и продержался там до 1482 года, когда окончательно был вытеснен османами.
В 1482 году Захария пытался взять в банке Св. Георгия кредит в 1000 дукатов, но ответа он не получил (письмо от 12 августа 1482 года). Как следует из его письма, деньги ему были необходимы, чтобы уплатить отступное черкесским князьям и иметь их своими союзниками. К тому времени на Тамани собралось 180 семей беженцев из захваченных турками городов. Очевидно, с их помощью и имея черкесских князей своими союзниками Захария надеялся удержать Тамань.
После потери своего княжества Захария какое-то время находился в Кафе, а затем перебрался в соседний с Матрегой Копарио, где нашёл своё временное прибежище (возможно у родственников). В 1483 году через русских купцов Гизольфи обратился к великому князю Московскому Ивану III с просьбой принять его на службу. Из Москвы ответили со всем радушием. Но по ряду причин переписка затянулась. Первое послание Захария отправил из Кафы, второе, не получив московского ответа, — из Копарио. В связи с этой перепиской в писцовой книге Посольского приказа появилась запись о том, что «жидовину Захарии Скаре» было отправлено послание и приведён его текст. Идентичность адресата послания и Захарии Гизольфи ещё в XIX веке была установлена профессором Ф. К. Бруном. Именно эта запись и позволила считать князя де Гизольфи евреем по национальности. После открытия в начале XX века «Послании на жиды и еретики» ситуация запуталась ещё больше. В «Послании», написанным иноком Сенного острова Саввой для московского посла в Крыму Дмитрия Шеина, упоминается тот самый «жидовин Захария Скара». Из текста документа недвусмысленно ясно, что этот самый жидовин Захария пытался склонить боярина в жидовство. В результате этой ошибки создалось впечатление, что Захария Гизольфи и есть виновный в возникновении ереси жидовствующих в Новгороде Схария. Впрочем, в дальнейшей переписке адресат уже не упоминается как «жидовин», а называется либо «черкесином», либо князем Таманским Захарией Гуйгурсисом, наконец «фрязином», то есть итальянцем. В единственно сохранившемся письме Захарии, известном в русском переводе, (оригинал был написан на латыни) сам себя он именует «князем таманским Захарией Гуил Гурсисом».
В 1487 году, упомянутому великокняжескому послу Шеину было поручено способствовать приезду «князя Таманского» в Москву. С просьбой содействовать переезду обратились и к крымскому хану Менгли-Гирею. Однако, по ряду причин, среди которых было противодействие турецкого султана (по донесению московского посла князя Ромодановского, Захария оказался «великим грубником султану»), поездка не состоялась. Сам Захария долго колебался и переносил сроки отъезда, но в конце концов так и не двинулся с места. В 1500 году из Москвы последовала ещё одна попытка пригласить знатного черкесина на службу в Москву. Из «памяти» послу князю Ивану Кубенскому становится известным, что в это время Гизольфи уже служил Менгли-Гирею. Кроме того, вплоть до 1505 года его имя упоминается среди крымской знати, получавшей «литовские поминки». На ханской дипломатической службе был и его сын Винченцо, который не раз ездил послом в Литву.